# Suez S.A.
Suez S.A. (tidligere Suez Environnement) er en fransk forsyningsvirksomhed indenfor vand og affald. De har hovedkvarter i La Défense, Paris.